# Narew

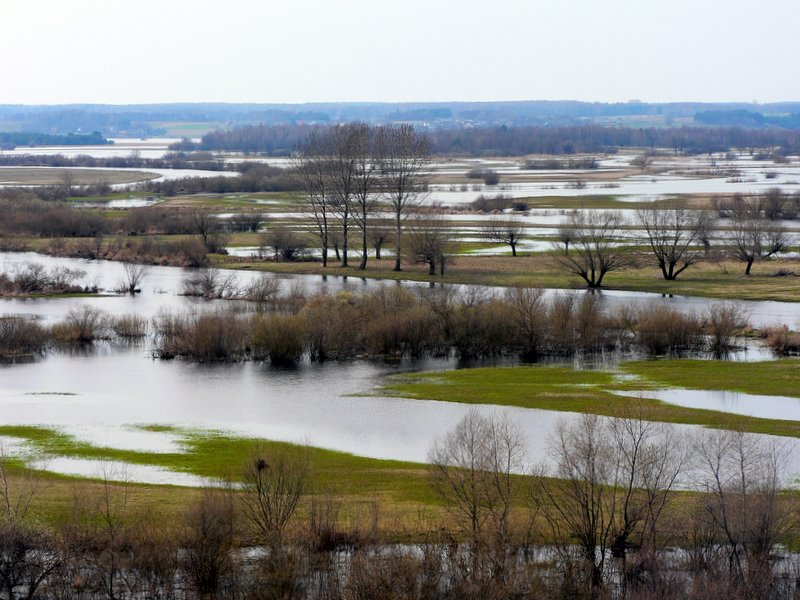
Översvämmade flodfåror vid Strękowa Góra.

Narew är en flod i östra Europa. Den är 499 km lång. Dess källa ligger i Belarus. Den mynnar i Wisła vid Modlin, Polen. Västra Bug är en betydande biflod.